# Haze (ruisseau)
Pour les articles homonymes, voir Haze.
La Haze est un ruisseau de Belgique, affluent en rive droite de l'Ourthe faisant partie du bassin versant de la Meuse. Il coule en province de Liège et se jette dans l'Ourthe en amont d'Esneux.

## Parcours
La Haze prend sa source au nord du hameau de Hornay entre Sprimont et Dolembreux dans le Condroz liégeois à une altitude de 255 m. Le ruisseau passe successivement au sud de la Haie des Pauvres, de Betgné, de Flagothier-La Haze puis au nord de Chaply et de Montfort avant de terminer son cours en rive droite de l'Ourthe à Souverain-Pré au sud d'Esneux à une altitude de 90 m. La vallée devient de plus en plus encaissée. Elle est souvent boisée. 
Le sentier de grande randonnée GR 576 emprunte une partie de la vallée de la Haze.
Depuis 2002, ce ruisseau a été l'objet de plusieurs études piscicoles. En effet, il est probablement le dernier entre Liège et Comblain-la-Tour à permettre aux truites fario de se reproduire. Il abrite aussi une population de chabots.